# Вторая навигация (премия)
«Вторая навигация» — премия Санкт-Петербургского философского общества. Первая в России региональная премия в области философии.

## История премии
Учреждена в 2002 году на заседании Санкт-Петербургского философского общества под председательством декана Факультета философии и политологии профессора Ю. Н. Солонина. Идея премии принадлежала профессору В. В. Савчуку, организаторами премии стали А. А. Грякалов и А. Н. Исаков.
Вручение первой премии было приурочено к проведению научно-культурного форума «Дни петербургской философии» ― 15—16 ноября 2002 года. Санкт-Петербургское философское общество, Санкт-Петербургский государственный университет, философский факультет СПбГУ были главными кураторами и организаторами мероприятия. Дата проведения Дней философии была приурочена к 80-летию отплытия «Философского парохода». Отныне ежегодное вручение премии традиционно проходит на «Днях петербургской философии».
Название премии обращено к учению Платона. Согласно ему, первая навигация означала постижение мира на основе чувств. Вторая навигация была связана с умозрением и космически ориентированной мыслью. Первая навигация обернулась неудачей, потому что досократикам не удалось объяснить воспринимаемый мир посредством чувств в полной мере. Поэтому философия нашла новое измерение: бытие сверхчувственного, умопостигаемого. Это означало открытие метафизики.
В жюри премии «Вторая навигация» были избраны: А. А. Грякалов д.ф.н., проф. (председатель жюри), Е. А. Гусева, А. Н. Исаков, Л. К. Круглова, В.В. Савчук , А. Б. Паткуль (секретарь). Членами жюри в настоящее время являются также: А. М. Соколов, И. Д. Осипов, И. В. Кузин (секретарь).

## Номинации премии
В самом начале своего существования «Вторая навигация» имела семь номинаций: «За разработку классических проблем философии», «За философский анализ современности», «Философский дебют», «За философскую инвестицию в культурную жизнь Петербурга», «Учебник по философским наукам», «За большой вклад в развитие философии в Санкт-Петербурге», «Философское эссе». В 2003 году жюри сократило число номинаций с семи до трёх — «За разработку классических проблем философии», «За философский анализ современности» и «За философскую инвестицию в культурную жизнь Петербурга». Именно они являются основными номинациями «Второй навигации» по сей день. Однако в разные года на протяжении всего периода вручения премии количество номинаций могло меняться.

## Лауреаты

### 2002
| За разработку классических проблем философии             | - Слинин Я.А. «Трансцендентальный субъект. Феноменологические исследования». СПб., Наука, 2001. - Черняков А.Г. «Онтология времени. Бытие и время в философии Аристотеля, Гуссерля, Хайдеггера». СПб., Высшая религиозно-философская школа. 2001.                                                                                |
| За философский анализ современности                      | Фокин С.Л. «Философ-вне-себя». СПб., Изд-во Олега Абышко, 2002. |
| За философскую инвестицию в культурную жизнь Петербурга  | - Секацкий А.К. - Солонин Ю.Н. |
| Философский дебют                                        | Ставцев С.Н. «Введение в философию Хайдеггера». СПб., Изд-во «Лань», 2000. |
| За большой вклад в развитие философии в Санкт-Петербурге | Каган М.С. |
| Учебник по философским наукам                            | Торчинов Е.А. «Введение в буддологию. Курс лекций». СПб., Петербургское философское общество, 2000. |
| Философское эссе                                         | - Савченкова Н.М. Как девственница // Метафизические исследования. 2000, № 14. (Статус иного). - Савченкова Н.М. Производство аффекта в архаической трагедии // Вестник психоанализа. 2002. №1. — С.137–152; Савченкова Н.М. Щуплый децл, или Пастушьи шутки И.Денежкиной (Послесловие) // Ирина Денежкина. Дай мне! СПб., 2002. |

### 2003
| За разработку классических проблем философии            | Сергей Александрович Чернов. «Иммануил Кант. Из рукописного наследия (материалы к «Критике чистого разума», Opus Postumum)». Часть вторая. М.: Прогресс-Традиция. 2000. |
| За философский анализ современности                     | Исупов К.Г. «М.М. Бахтин: Pro et contra». СПб.: РХГИ. Часть I. 2002; Часть II. 2003. Вступительные статьи, составление, комментарии, примечания.                        |
| За философскую инвестицию в культурную жизнь Петербурга | Горичева Т.М., Иванов Н.Б., Орлов Д.У. — за возрождение жанра философского диалога и книгу «Ужас реального». СПб.: Алетейя. 2003.                                       |

### 2004
| За разработку классических проблем философии            | Романенко Ю. М. «Бытие и естество». Онтология и метафизика как типы научного знания. СПб., Алетейа, 2003 |
| За философский анализ современности                     | Карпунин В.А. «Воля к бытию: онтологический импульс». СПб., Алетейа, 2004                                |
| За философскую инвестицию в культурную жизнь Петербурга | Пигров Константин Семёнович                                                                              |

### 2005
| За разработку классических проблем философии            | Гусев С.С. «Коммуникативная природа субъективной реальности» в журнале «Эпистемология и философия науки» и раздел «Науки о человеке» в книге «История и методология науки». СПб, Издательство СПбГУ, 2004. |
| За философский анализ современности                     | Марков Б.В. «Человек, государство и Бог в философии Ницше». СПб, Владимир Даль, 2005. |
| За философский дебют                                    | Разеев Д.Н. «В сетях феноменологии». СПб, Издательство СПбГУ, 2004. |
| За философскую инвестицию в культурную жизнь Петербурга | Иконникова Светлана Николаевна. |

### 2006
| За разработку классических проблем философии            | Шмонин Д.В. «В тени Ренессанса: Вторая схоластика в Испании». СПб.: Издательство Санкт-Петербургского университета, 2006.                        |
| За философский анализ современности                     | Микиртумов И.Б. «Теория смысла и интенсиональная логика» СПб.: Издательство Санкт-Петербургского университета, 2006.                             |
| За философский дебют                                    | Ватолина Ю.В. «Метод наблюдения в социологии. (На основе опыта Вальтера Беньямина)». СПб.: Издательство Санкт-Петербургского университета, 2006. |
| За философскую инвестицию в культурную жизнь Петербурга | Корольков А.А. за философский вклад в культурную жизнь Санкт-Петербурга и разработку стратегий современного образования и воспитания молодёжи.   |

### 2007
| За разработку классических проблем философии            | Прасолов Михаил Алексеевич. «Субъект и сущее в русском метафизическом персонализме». Санкт-Петербург: Астерион, 2007.                                                                                          |
| За философский анализ современности                     | Рыков Анатолий Владимирович. «Постмодернизм как «радикальный консерватизм»: проблема художественно-теоретического консерватизма и американская теория современного искусства». Санкт-Петербург: Алетейя, 2007. |
| За разработку актуальных проблем политической философии | Ноженко Мария. «Национальные государства в Европе». Санкт-Петербург: Норма, 2007.. |
| За философскую инвестицию в культурную жизнь Петербурга | Слинин Ярослав Анатольевич. |
| За философский дебют                                    | Грякалов Николай Алексеевич. «Фигуры террора». Санкт-Петербург: Издательство Санкт-Петербургского университета, 2007.                                                                                          |

### 2008
| За разработку классических проблем философии            | Константин Андреевич Сергеев «Ренессансные основания антропоцентризма», СПб: Наука, 2007.                                                          |
| За философский анализ современности                     | Анатолий Сергеевич Колесников «Мировая философия в эпоху глобализации», Н.-Й., СПб: Издательство «Зарубежная Россия», 2008.                        |
| За разработку актуальных проблем политической философии | Джамал Зейнутдинович Мутагиров за редактирование книги «Ксенофобия в современном мире», СПб: Издательство Санкт-Петербургского университета, 2008. |
| За философскую инвестицию в культурную жизнь Петербурга | Перов Юрий Валерианович. |

### 2012
| За лучшее философское исследование 2011 – 2012 гг.            | Савчук Валерий Владимирович. «Топологическая рефлексия». М: «Канон +», РООИ «Реабилитация», 2012. |
| За философскую инвестицию в культурную жизнь Санкт-Петербурга | Василий Иванович Стрельченко                                                                      |

### 2013
| За лучшее философское исследование 2012 – 2013 гг. | Степанова А. С. «Философия Стои как феномен эллинистическо-римской культуры». СПб.: Петрополис, 2012. |
| За философскую инвестицию в культуру СПб.          | Кобзарь Владимир Иванович                                                                             |

### 2014
| За лучшее философское исследование 2013 – 2014 гг             | Сухачев В. Ю. «Несвоевременная» философия». СПб.: Изд-во СПбГУ, 2014. |
| За философскую инвестицию в культурную жизнь Санкт-Петербурга | Ефимов Юрий Иванович                                                  |

### 2015
| За лучшее философское исследование 2013 – 2014 гг                                         | Грякалов Н.А. «Жребии человеческого. Очерк тотальной антропологии. СПб.: Изд-во «Дмитрий Буланин», 2015. |
| За философскую инвестицию в культурную жизнь и организацию научной жизни Санкт-Петербурга | Круглова Лариса Константиновна                                                                           |

### 2017
| За лучшее философское исследование 2016 – 2017 гг             | Погоняйло А.Г. Мышление и созерцание. Материалы к лекциям по истории философии. Серия «Слово о сущем». СПб.: Наука, 2017. |
| За философскую инвестицию в культурную жизнь Санкт-Петербурга | Грякалов Алексей Алексеевич                                                                                               |

### 2019
| За лучшее философское исследование 2018 – 2019 гг             | Власова О. А. Карл Ясперс: Путь философа. СПб.: Владимир Даль, 2018 (с формулировкой – «За плодотворное исследование европейской философской мысли и внимание к творческой личности мыслителя»). |
| За философскую инвестицию в культурную жизнь Санкт-Петербурга | Осипов Игорь Дмитриевич |

### 2021
| За лучшее философское исследование 2020 – 2021 гг             | Паткуль Андрей Борисович. Идея философии как науки о бытии в фундаментальной онтологии Мартина Хайдеггера. СПб.: Наука, 2020. |
| За философскую инвестицию в культурную жизнь Санкт-Петербурга | Суворов Николай Николаевич |

### 2022
| За лучшее философское исследование 2022 года                  | Секацкий Александр Куприянович. Единство мира: опыт поэзии и метафизики. – СПб.: Алетейя, 2021. |
| За философскую инвестицию в культурную жизнь Санкт-Петербурга | Кузнецов Дмитрий Иванович                                                                       |

### 2023
| За лучшее философское исследование 2023 года                  | Фокин Сергей Леонидович. Гений кривомыслия. Рене Декарт и французская словесность Великого Века. М.: Новое литературное обозрение, 2023. |
| За философскую инвестицию в культурную жизнь Санкт-Петербурга | Артём Евгеньевич Радеев |